# Janko Kersnik
Janko Kersnik (4. září 1852 – 28. července 1897) byl slovinský prozaik, literární kritik a politik.

## Životopis
Janko Kersnik se narodil na hradu Brdo u Lukovce v šlechtické rodině, jeho otec byl okresním soudcem a matka Berta Höffern šlechtičnou. Vyrůstal v dvoujazyčném prostředí (německo-slovinské). Navštěvoval německé-jazykové gymnázium v Lublani, ale byl vyloučen na základě obvinění ze slovinského nacionalismu. O další jeho vzdělání se staral domácí učitel Fran Levec, významný slovinský literární historik. Rok studoval právo na univerzitě ve Vídni, a pak pokračoval na univerzitě ve Štýrském Hradci, kde v roce 1874 studium práv dokončil. V roce 1878 přijal u dr. Zupance místo zástupce notáře v Brdu, Po dvou letech složil notářské zkoušky a notářem zůstal až do své smrti. Potom byl zvolen předsedou pobočky Hospodářské společnosti, roku 1883 byl poprvé zvolen za zemského poslance, na jaře roku 1885 starostou Lukovce. Roku 1889 byl znovu zvolen do zemského sboru. Šest let na to umírá na tuberkulózu.

## Publikační činnost
Ve slovinské literatuře platí za zakladatele poetického realismu a je významný taky jako první slovinský fejetonista. Jazyk Kersnikových děl je v souladu s realitou každodenního života. Vrcholu realismu dosáhl v povídkách s názvem Kmetske slike. V drobných obrázcích je zobrazen boj sedláka o živobytí, jeho zadluženosti, jeho touze po pravdě a nerozvážného sňatku kvůli gruntu. Z toho poznáme, jak vzniká z bídy a lakoty nenávist mezi synem a otcem (Mačkova očeta), jak je rolník závislý na půdě, jak smrt mu je přirozeným jevem (Kmetska smrt),jak jsou děti vychovávány bez lásky, díky čemuž i po svatbě uznávají jen bohatství (Otroški dohtar) a jak rolník své nejhlubší city podřizuje půdě (Mohoričev Tone). Kersnik je důležitý zvláště proto, že ve slovinské literatuře vytvořil platný jazyk vzdělanců.
Kersnik už na gymnáziu psal německou poezii a byl inspirován Jenkovými melancholickými a něžnými básněmi, jeho hlavním motivem se stala příroda a domov. Ale od vlivu Frana Levca opustil a začal psát ve slovinském jazyce. Přesto ho známe víc jako spisovatele. Ve svých prvních vypravěčských dílech je ještě silně romantický, v tom lze zpozorovat literární vlivy jeho přítele Josipa Jurčiče a taky Josipa Stritarja, současně už ve svých kritických a satirických fejetonech zpracoval současnou slovinskou zaostalost.
S romantikou skončil po roce 1881, když dokončil Jurčičeve Rokovnjače. V pozdějších dílech se jeví už jako realista. Protože byl hradní pán, dobře poznal hradní panstvo a taky rodící se měšťanstvo. Jako notář a starosta hodně pracoval se sedláky a tak je hodně poznal. Právě kvůli tomu, ve svých dílech popisuje měšťanstvo a sedláky. Ve venkovské tematice velmi dobře zobrazuje mužský charakter, v té měšťanské byl pak nejlepším tvůrcem ženských postav.
Jeho nejvýznamnější díla z měšťanského prostředí jsou: romány Ciklamen a Agitator a příběh Jara gospoda. Venkovské prostředí Kersnik poznal z dobré i špatné stránky. Se sedláky měl kontakty jako notář, navštěvoval je doma, viděl je při jejich práce. Poznal jejich přednosti i chyby: vytrvalý boj o existenci a taky chamtivost po bohatství.
Sedláka vyobrazil v příběhu Očetov greh a Testament, které je první Kersnikovo obsáhlejší dílo a kvůli romantickému příběhu není zvláště úspěšné. Mistrovsky pak sedláka vylíčil taky ve sbírce povídek Kmetske slike.

## Nejvýznamnější díla
- Na Žerinjah (1876)
- Rokovnjači - dopracoval po smrti Josipa Jurčiča (1881)
- Lutrski ljudje (1882)
- Ciklamen (1883)
- Gospod Janez (1884)
- Agitator (1885)
- Testament (1887)
- Kmetske slike (1891)
- Jara gospoda (1893)
- Očetov greh (1894)
- Mačkova očeta

### Překlady děl do češtiny
- román Květ noci svatojanské (přeložila Eliška Pilná)